# Mammea eugenioides
Mammea eugenioides är en tvåhjärtbladig växtart som beskrevs av Jules Émile Planchon och Triana. Mammea eugenioides ingår i släktet Mammea och familjen Calophyllaceae.

## Underarter
Arten delas in i följande underarter:
- M. e. crepitans
- M. e. subsessilifolia